# Eypio
Eypio (настоящее имя — Абдуррахим Акча; 2 февраля 1983) — турецкий рэпер, музыкант и композитор.

## Биография
Родился в семье афганских туркменов. Он активно работает в музыкальной индустрии с 2002 года, в июне 2009 года основал собственную студию. Eypio записывает некоторые из своих песен в собственной студии, но некоторые из его работ были спродюсированы другими продюсерскими компаниями. Его студия предоставляет информацию о рэп-музыке и рэпе для новых рэперов. В 2013 году он сменил сценический псевдоним с A.P.O. на Eypio. В 2013 году на его песню «Ayrım Yok» был снят клип. В 2014 году были сняты новые клипы на его песни «Kral Çıplak» и «Ay Kızım» из альбома Beton Duvar. 24 декабря 2015 года на YouTube был выпущен видеоклип на его песню с Бураком Кингом под названием «Günah Benim», который набрал более 230 миллионов просмотров. Позже он начал работу над своим новым альбомом. 17 июня 2016 года вместе с Бураком Кингом он опубликовал произведение для национальной сборной под названием «Ay Bizim Yıldız Bizim». 1 июля 2016 года вышел его альбом Günah Benim.

## Дискография

### Студийные альбомы
- 2005 - A.P.O
- 2006 - Rap Fabriek
- 2007 - Hırsız Var
- 2008 - Apollo
- 2011 - AbduRhyme
- 2012 - 16:34
- 2014 - Beton Duvar
- 2016 - Günah Benim
- 2020 - Urgan

### Видеоклипы
- 2013 - Ayrım Yok
- 2014 - Kral Çıplak[11]
- 2015 - Ay Kızım[12][13]
- 2015 - Günah Benim[7]
- 2018 - Bura Anadolu (Direniş Karatay Film Music)
- 2018 - Reset (совместно с Мустафой Сандалом)
- 2018 - Kaşık (Kafalar Karışık Film Music)
- 2019 - Vur Vur
- 2019 - Umudum Kalmadı
- 2019 - Naim
- 2020 - Katliam 4
- 2020 - Urgan
- 2021 - Seni Öptüğüm Sokak (совместно с Тугче Кандемиров)
- 2021 - Bizim Çocuklar (совместно с Мустафой Сандалом, Дерьей Улуг & Ирмаком Арыджы)
- 2022 - Yan (совместно с Аремом Озгуч и Арманом Айдыном)
- 2022 - Anakonda (совместно с Фаруком Сабанджы)
- 2022 - Ay Kızım (совместно с Нигаром Мухарремом)
- 2022 - Git Dedim (совместно с Форте)
- 2022 - Can't Touch This (совместно с Кеццо)

## Награды и номинации
| Год  | Награда                      | Категория     | Результат |
| ---- | ---------------------------- | ------------- | --------- |
| 2016 | 43rd Golden Butterfly Awards | Best Newcomer | Победа    |